# Défloration

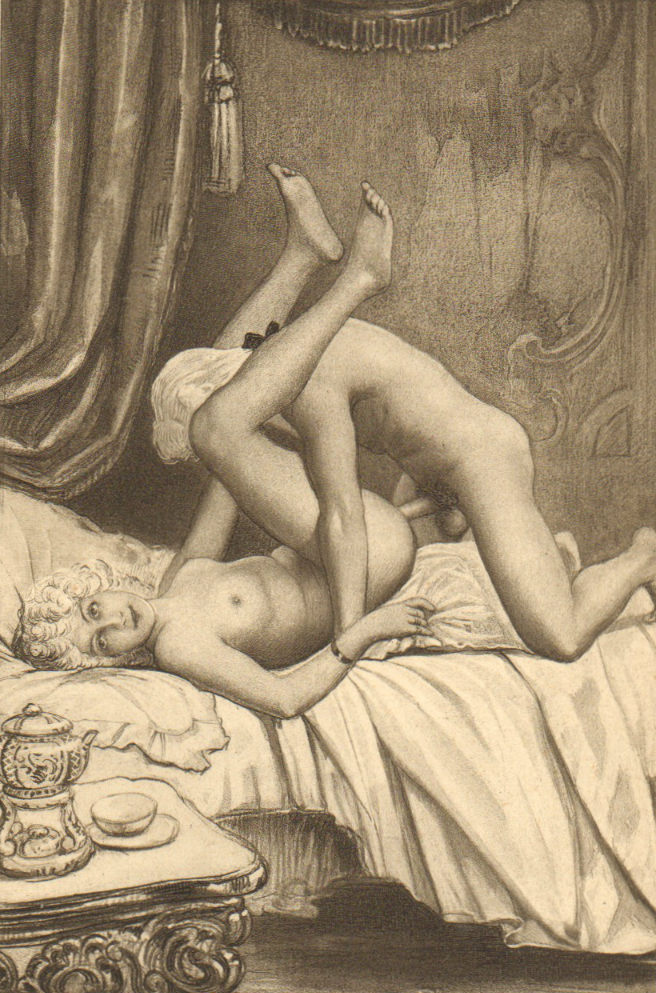
Illustration d'Édouard-Henri Avril : « Charles pénètre la fleur vierge de Fanny », 1907.

L'expression défloration, signifiant « prendre la fleur », ou perte de virginité, fait référence à l'idée que le premier homme à pénétrer le vagin d'une femme avec son pénis lui « enlève sa virginité ». Certaines cultures accordent une importance particulière à la défloration, qui peut être pratiquée de manière rituelle (parfois en dehors d'un rapport sexuel). La défloration lors de la nuit de noces est considéré comme importante dans un grand nombre de cultures et de religions qui insistent sur l'absence de relations sexuelles avant le mariage.

## Définition
La défloration est un concept désignant la première pénétration vaginale vécue par une femme. La définition de la défloration, du latin deflorare « prendre la fleur », est intimement liée à celle de la virginité. Elle relève souvent d'une perspective masculine : la femme est vue comme une fleur (renvoyant à la pureté et à l'innocence) dont l'homme doit s'emparer, symboliquement à travers la pénétration.

## Culture
La défloration a été considérée à travers les temps et les cultures comme un événement important et on identifie souvent cette entrée dans la vie sexuelle avec l'entrée dans la vie adulte, voire dans la vie conjugale ou concubine.
Avant la diffusion du christianisme, la défloration rituelle pratiquée par un tiers (une matrone, un étranger, souvent un prêtre de haut rang, un roi ou un notable) pouvait sacraliser le mariage. Il n'est pas rare en effet que la nuit de noces puisse être vécue comme un viol légal, surtout lors d'un mariage forcé.

### Défloration et hymen
Dans de nombreuses cultures, la virginité d'une femme se mesure par la présence de son hymen : lors de la première pénétration vaginale, l'hymen se déchirerait. En réalité, cette membrane se détend pour laisser passer le pénis. Les saignements qui peuvent avoir lieu sont dus à des microruptures de l'hymen qui cicatrisent rapidement. En outre, l'hymen peut rompre dans d'autres circonstances : il suffit parfois d'un tampon hygiénique un peu épais, d'un mouvement brusque en faisant du sport. Il est également à remarquer que l'hymen présente parfois une plasticité, c'est-à-dire que certaines femmes gardent leur hymen après des rapports sexuels avec pénétration. Il arrive aussi que l'hymen se déchire en plusieurs fois ou encore que l'hymen se rompe ou se désagrège avec l'âge, en dehors de toute activité sexuelle. Il y a aussi des femmes qui naissent sans hymen. Ainsi, l'hymen n'est pas un bon indicateur de la virginité d'une femme.

### Dans la culture chrétienne et la culture musulmane

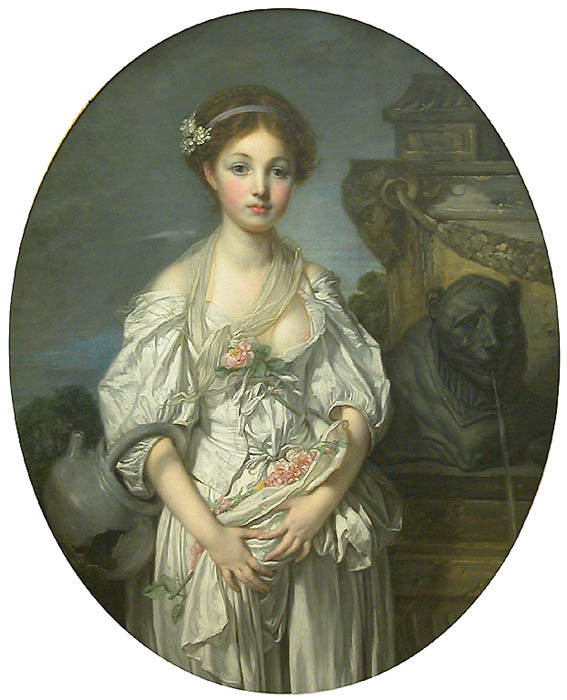
La Cruche cassée par Greuze.

Le discours religieux, notamment chrétien et musulman, valorise la virginité de la jeune fille avant le mariage et associe le dépucelage à l'idée de fécondité. Lors de la nuit de noces, le drap sur lequel les époux ont eu leur premier rapport sexuel est taché du sang de la femme qui vient de perdre sa virginité ; exposé fièrement, ce drap taché marque le triomphe de la fille, démontre l'honneur de sa famille et symbolise le succès du mari. Disparue en Occident, sauf au sein de la communauté des gens du voyage, cette exposition se pratique encore dans quelques foyers dans les régions d'Afrique du Nord et du Moyen-Orient, et a eu cours dans de nombreuses sociétés à travers le monde (Viêt Nam, Kiribati, Tonga, Arménie…).
Dans la société occidentale et chrétienne de l'Ancien Régime, les médecins sont régulièrement requis pour avaliser les signes de la défloration, socle de la famille bourgeoise, mais ces derniers reconnaissent leurs difficultés (l'hymen a parfois disparu malgré l'absence de tout rapport sexuel, certaines jeunes filles savent maquiller les signes d'une virginité disparue). Le discours médical « émaillé de considérations et de prescriptions morales » et dominé par la perspective de la soumission à l'homme, confirme l'institutionnalisation de ce rite de passage patriarcal mais commence, dès la première moitié du XIXe siècle, à dénoncer cette agression nocturne. Ce siècle marque ainsi le passage de la « défloration », où un homme actif marque sa virilité en faisant d’une fille passive une femme, à la « première fois » qui « se prépare et se vit à deux ».

### Samoa (Polynésie)

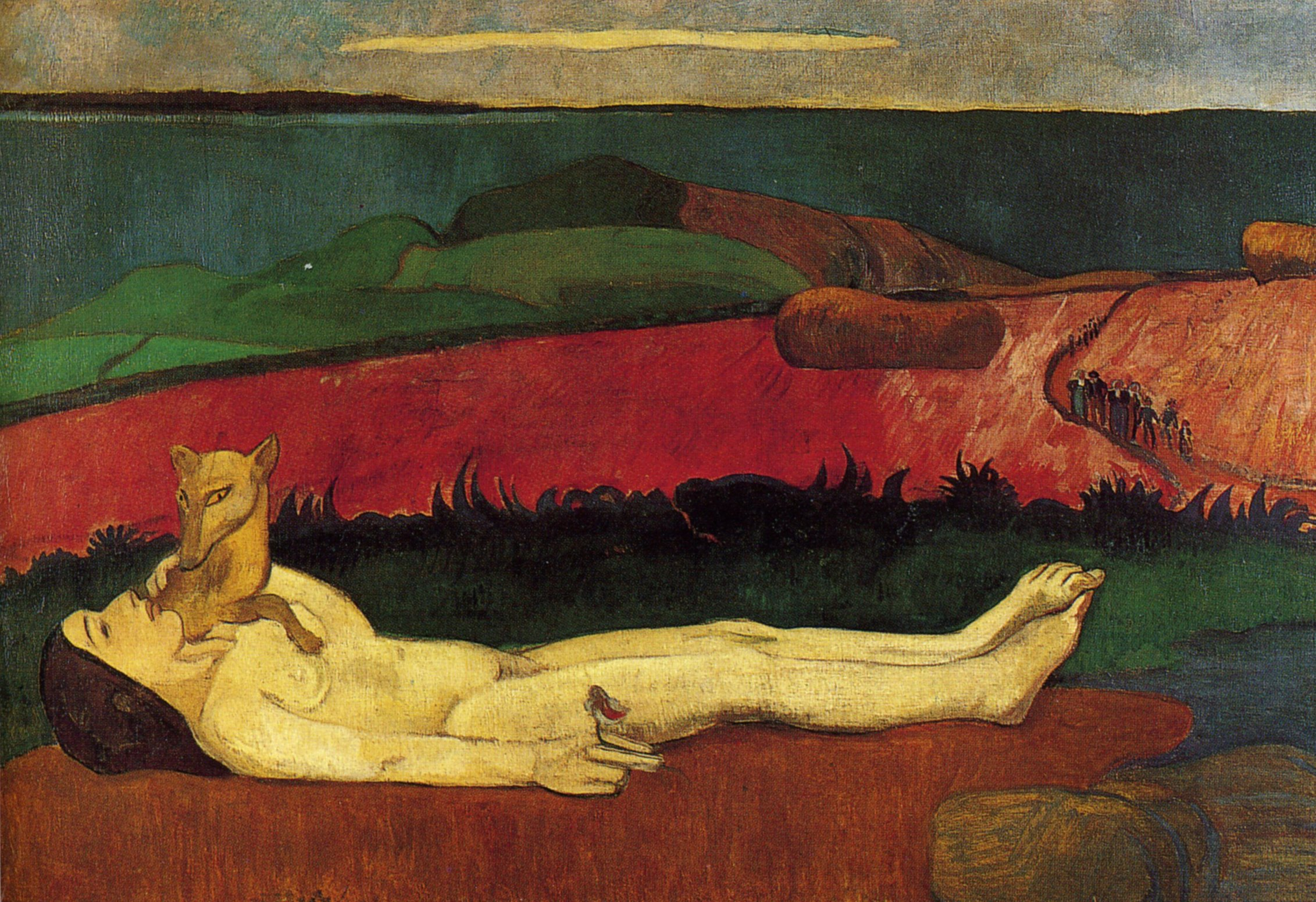
La Perte du pucelage par Paul Gauguin.

Aux Samoa, avant l'arrivée des missionnaires, le mari — ou un personnage de haut rang — déflorait publiquement la fiancée avec ses doigts pendant la cérémonie du mariage traditionnel. Au besoin, la jeune fille était maintenue de force. Le sang coulant de l'hymen déchiré était recueilli sur une étoffe blanche montrée à toute l'assistance, et les femmes présentes se l'appliquaient sur le corps, donnant lieu à des manifestations de joie. Ce sang devait constituer une preuve de la virginité de l'épouse, mais il symbolisait surtout le pouvoir de donner la vie,. Si la jeune femme avait eu un rapport sexuel avant cette cérémonie, les Samoans considéraient qu'elle avait « perdu » ce sang de la défloration et qu'elle était devenue « asséchée », risquant de devenir stérile. Le rite de la défloration publique s'est maintenu jusqu'aux années 1950.
Le moetolo est un viol associé à la défloration : un homme (souvent un jeune adulte ou adolescent) s'approche de nuit dans la maison d'une jeune femme vierge pour la pénétrer afin de lui faire perdre sa virginité et apporter la honte sur sa famille.

## Défloration et droit spécifique au viol
Dans le domaine du droit concernant spécifiquement le viol, il n'existe pas de différence qu'il y ait ou non une défloration, ceci en France depuis 1980 et en Tunisie depuis 1996. Cette différence existe cependant au Maroc, dont le code pénal considère explicitement la défloration comme une circonstance aggravante dans le cas d'un viol d'adulte (femme) et plus aggravante en cas de viol d'une femme mineure. La défloration consentante d'une femme majeure en dehors du mariage n'est pas incriminée en soi : c'est l'acte d'une relation sexuelle en dehors du mariage qui est incriminé pour les deux partenaires[réf. nécessaire].
La pure loi islamique ne considère guère la virginité comme condition de mariage pour une femme célibataire. Ce n'est pas non plus une cause recevable pour la répudiation ou le divorce. Ceci constitue un malentendu énorme montrant la distorsion entre le pur droit islamique et la conception populaire de la coutume pratiquée en dehors des règles rituelles de la religion islamique[réf. nécessaire].